# 胡定贤
胡定贤（1955年6月—），男，广东人，中华人民共和国外交官，曾任中华人民共和国驻莱索托王国特命全权大使。

## 生平
1975年，毕业于广东外国语学院。1976年，进入外交学院进修。1977年，进入中华人民共和国外交部，先后在驻牙买加大使馆、外交部亚洲司、驻泰国大使馆、外交部办公厅工作。1995年，任新华社香港分社、中央政府驻香港联络办公室办公厅处长，后任助理巡视员、副主任。2003年，任中央外事办公室秘书行政局局长。2008年3月，出任中华人民共和国驻巴哈马大使。2011年4月，出任中华人民共和国驻莱索托大使。2016年3月，自驻莱索托大使离任。